# Escalera mecánica

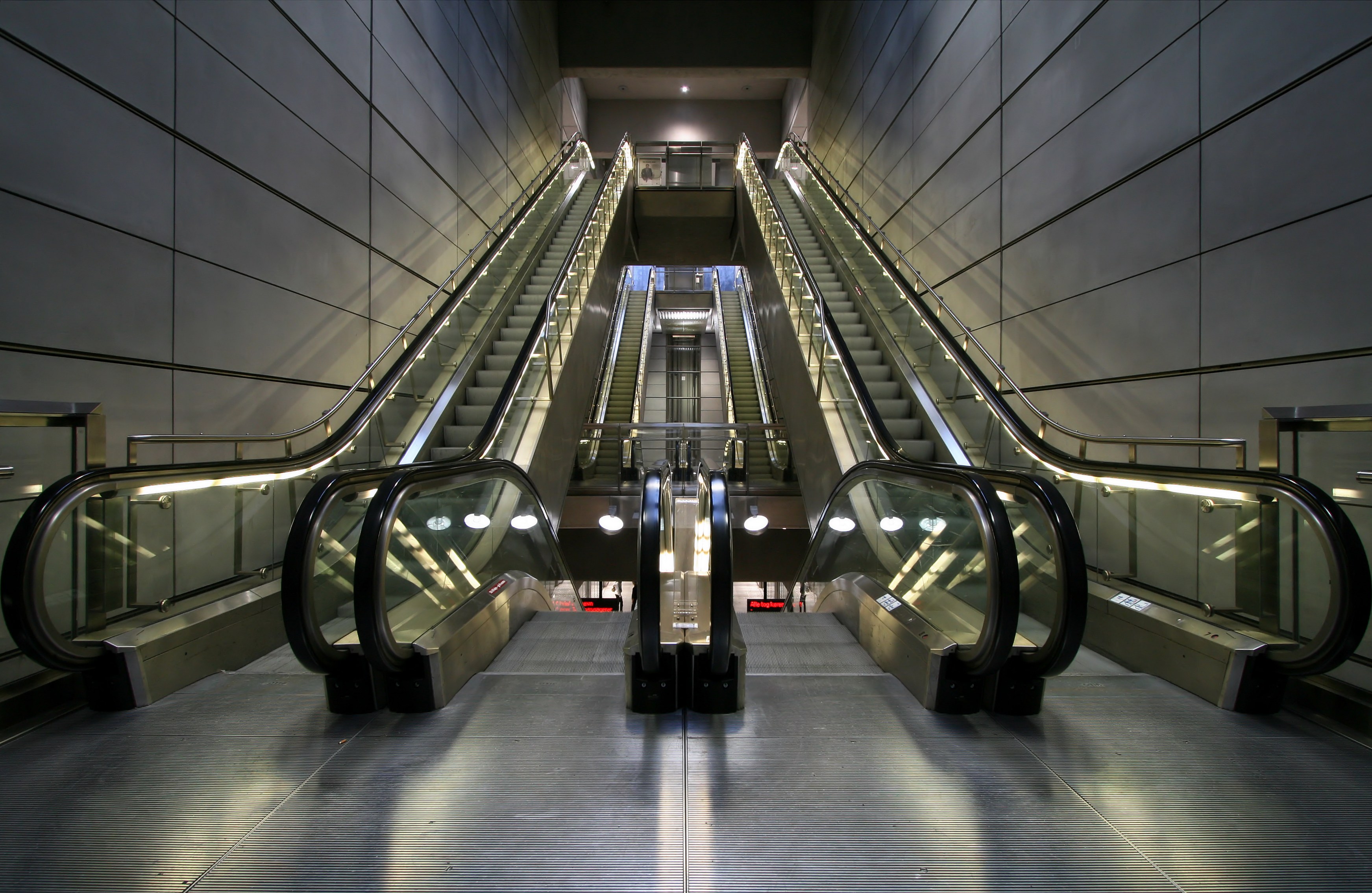
Escalera mecánica en el Metro de Copenhague, Dinamarca.

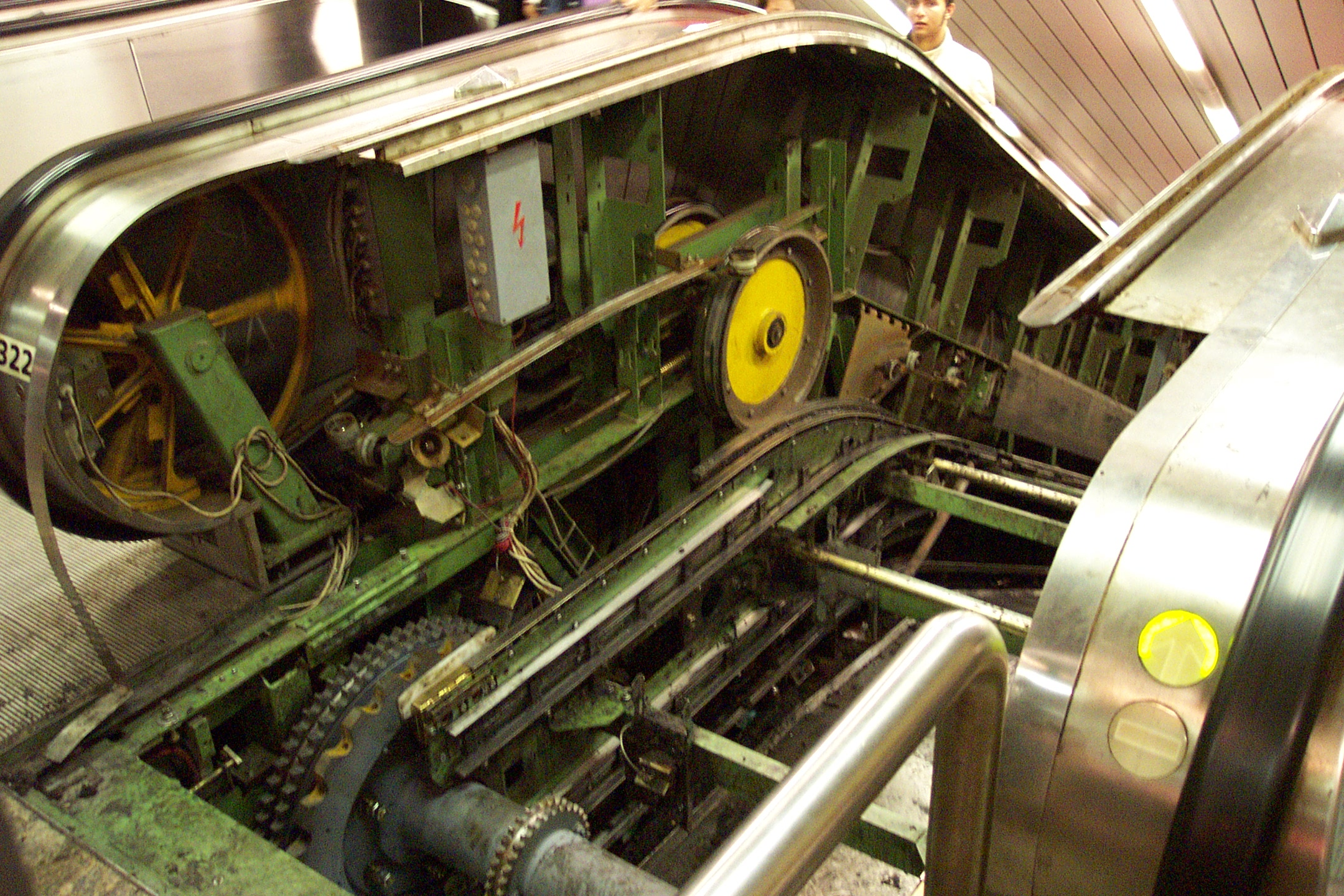
Plataforma de llegada (abajo a la izquierda), engranajes de accionamiento expuestos (centro) para los escalones y el accionamiento del pasamanos (izquierda).

Aviso de precaución con los bordes de la escalera (España).

Una escalera mecánica, escalera eléctrica o escalador es un dispositivo de transporte, que consiste en una escalera inclinada, cuyos escalones se mueven hacia arriba o hacia abajo. Fue inventada en 1897 por Jesse Reno, en Nueva York, Estados Unidos. Unos meses después de la aprobación de la patente de Reno, George A. Wheeler patentó sus ideas para una escalera móvil más reconocible, aunque nunca se construyó. Las patentes de Wheeler fueron compradas por Charles Seeberger; quien desarrolló aún más las ideas de Wheeler que junto con Otis Elevator Company, usaron las mejores ideas de Reno y de Seeberger. El resultado fue la creación de la escalera mecánica moderna.
Las escaleras mecánicas tienen la capacidad de mover un gran número de personas. No tienen intervalo de espera (excepto cuando hay mucho tráfico). Pueden utilizarse para guiar a las personas hacia las salidas principales o hacia exposiciones especiales y pueden ser resistentes a la intemperie para su uso en el exterior. Una escalera mecánica no funcional puede funcionar como una escalera normal, mientras que muchos otros métodos de transporte quedan inutilizados cuando se averían o pierden potencia.

## Características
La escalera mecánica transporta a las personas sin que se tengan que mover, ya que los peldaños se mueven mecánicamente. Se usan para transportar con comodidad y rápidamente un gran número de personas entre los pisos de un edificio, especialmente en centros comerciales, aeropuertos, Rascacielos, intercambiadores de transporte público (metro, autobuses urbanos), etc.
La dirección del movimiento (hacia arriba o hacia abajo) puede ser la misma permanentemente o bien controlada por empleados de acuerdo con el horario del día o controlada automáticamente, es decir, si una persona llegara a la escalera mecánica (detenida) por el piso de abajo haría que la escalera se moviera para arriba (y viceversa). En este caso, el sistema es programado para que el sentido de la escalera hace que no pueda ser revertido mientras que una serie de sensores detectan que hay personas usando la escalera mecánica.
Las normas de seguridad actuales son muy rigurosas a fin de evitar accidentes en el uso de estas máquinas. Para minimizar la posibilidad de atrapamientos, fundamentalmente en la zona de pasamanos y en las salidas al exterior, se instalan mecanismos de seguridad que detienen de forma inmediata el funcionamiento al detectar presencia del usuario. También el diseño se ha visto influido de manera progresiva por las medidas de seguridad y ya se contemplan desde el inicio formas y medidas que eviten la accesibilidad de las personas a zonas de peligro.

## Seguridad

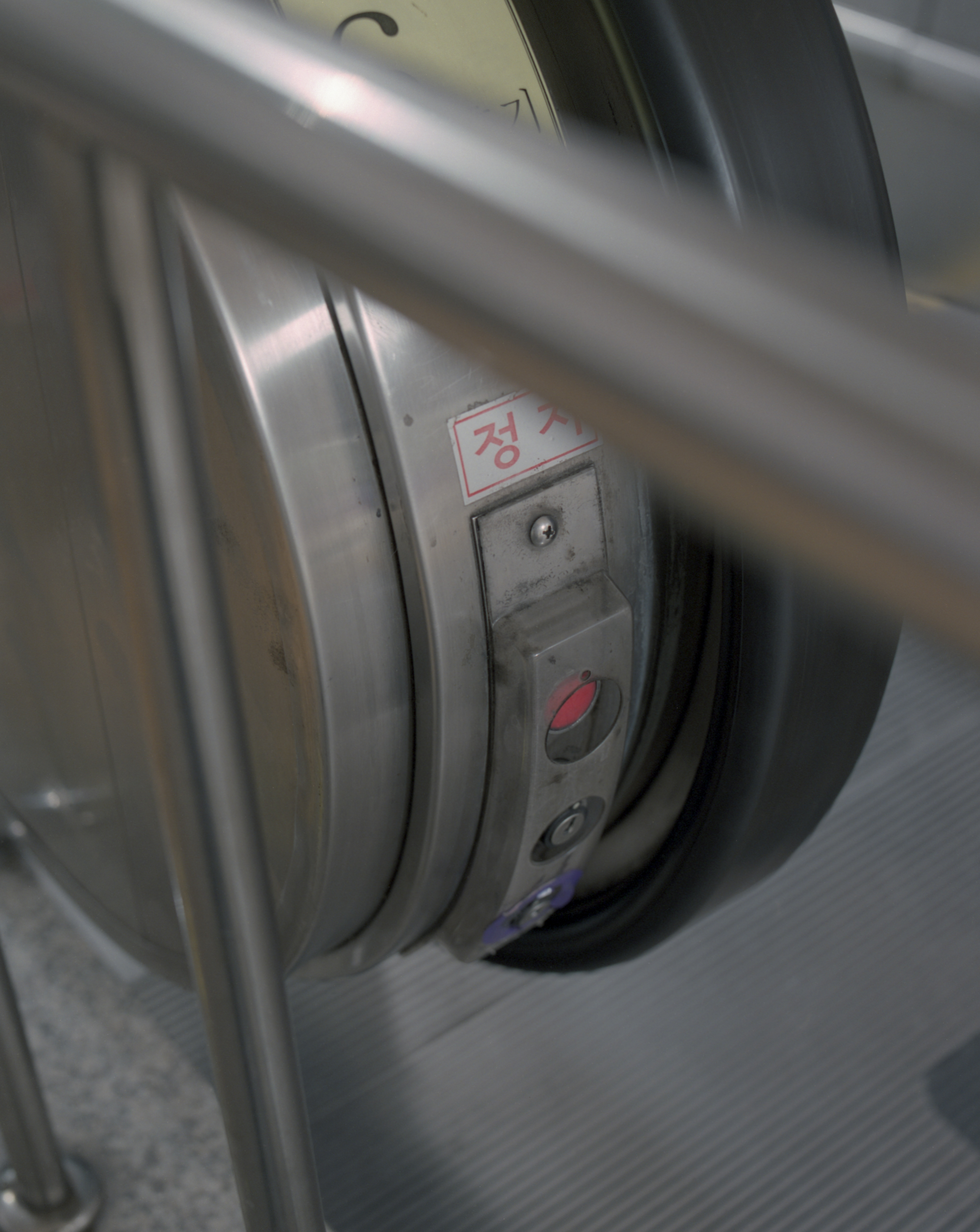
Botón de parada de emergencia de la escalera mecánica

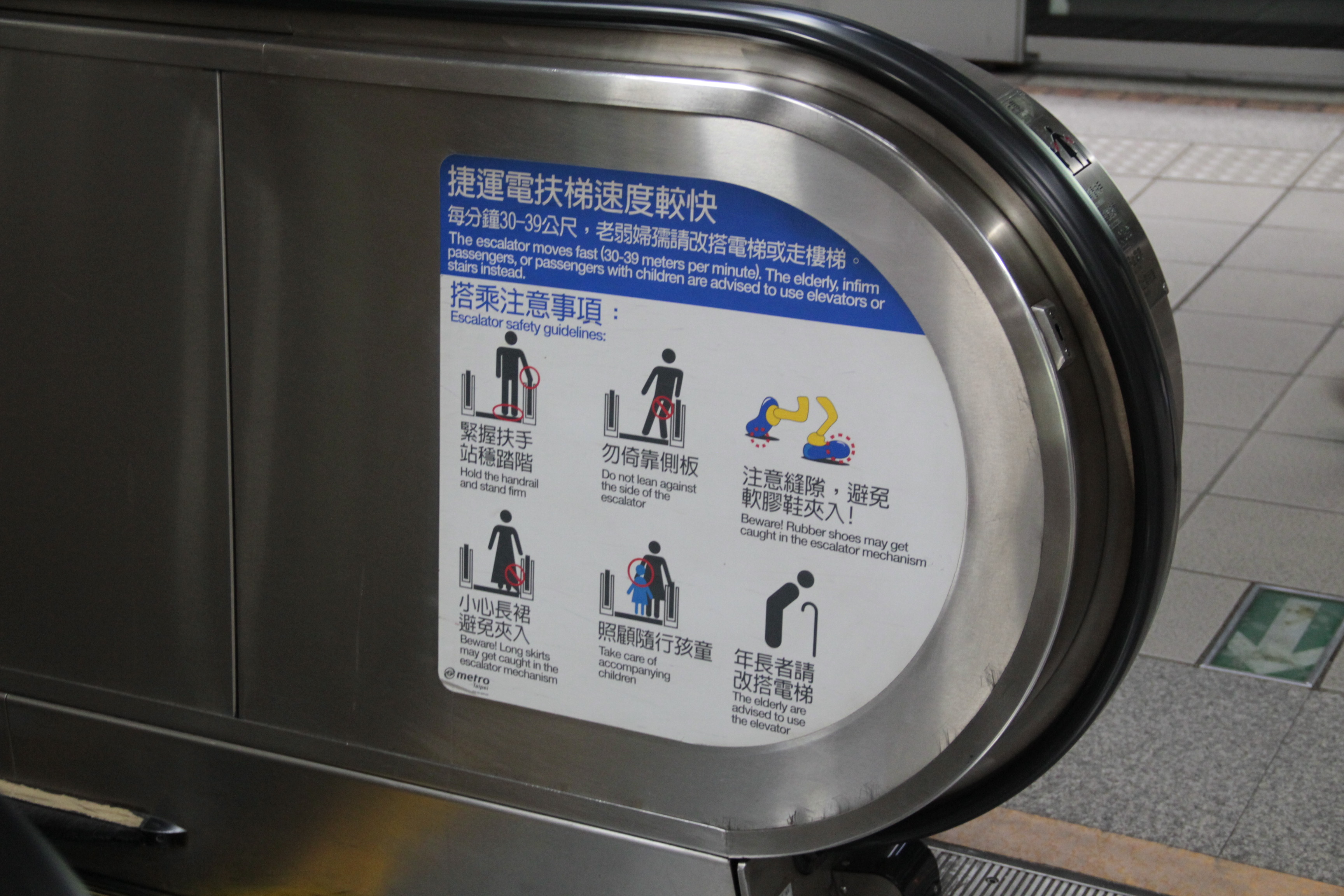
Directrices de seguridad de las escaleras mecánicas en el Metro de Taipéi

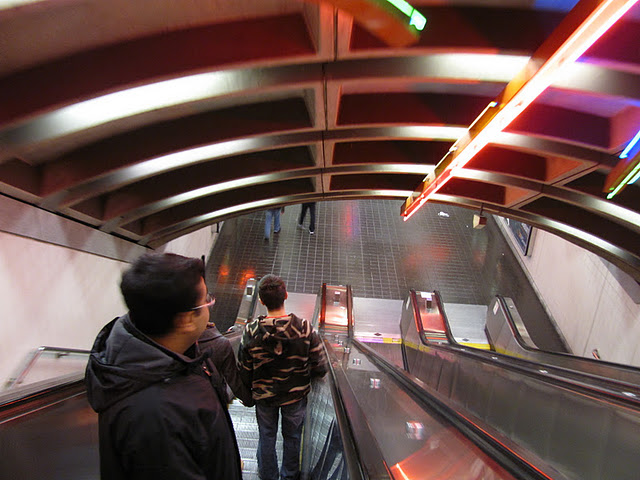
Las escaleras mecánicas tienen un asidero en su lateral para que los pasajeros a bordo se agarren

La seguridad es una de las principales preocupaciones en el diseño de las escaleras mecánicas, ya que son máquinas potentes que pueden enredarse con la ropa y otros objetos. Estos enredos pueden herir o matar a los pasajeros. En la India, muchas mujeres llevan saris, lo que aumenta la probabilidad de que se enrede el extremo suelto de la ropa (pallu)'. Para evitarlo, en la mayoría de las escaleras mecánicas de la India se incorporan protectores de sari.
Los niños que llevan calzado como Crocs y chanclas corren especial riesgo de quedar atrapados en los mecanismos de las escaleras mecánicas. La suavidad del material del zapato combinada con el menor tamaño de los pies de los niños hace que este tipo de accidentes sean especialmente comunes.
Las escaleras mecánicas a veces incluyen sistemas de protección contra incendios que incluyen sistemas automáticos de detección y supresión de incendios dentro del foso de recogida de polvo y de ingeniería. Para limitar el peligro causado por el sobrecalentamiento, los espacios que contienen motores y engranajes suelen incluir ventilación adicional. A veces se instalan en estas zonas pequeños sistemas automáticos de extinción de incendios con agentes limpios. La protección contra incendios de la abertura del piso de una escalera mecánica también se proporciona a veces añadiendo rociadores automáticos o persianas ignífugas a la abertura, o instalando la escalera mecánica en un espacio cerrado protegido contra incendios.

### Accidentes

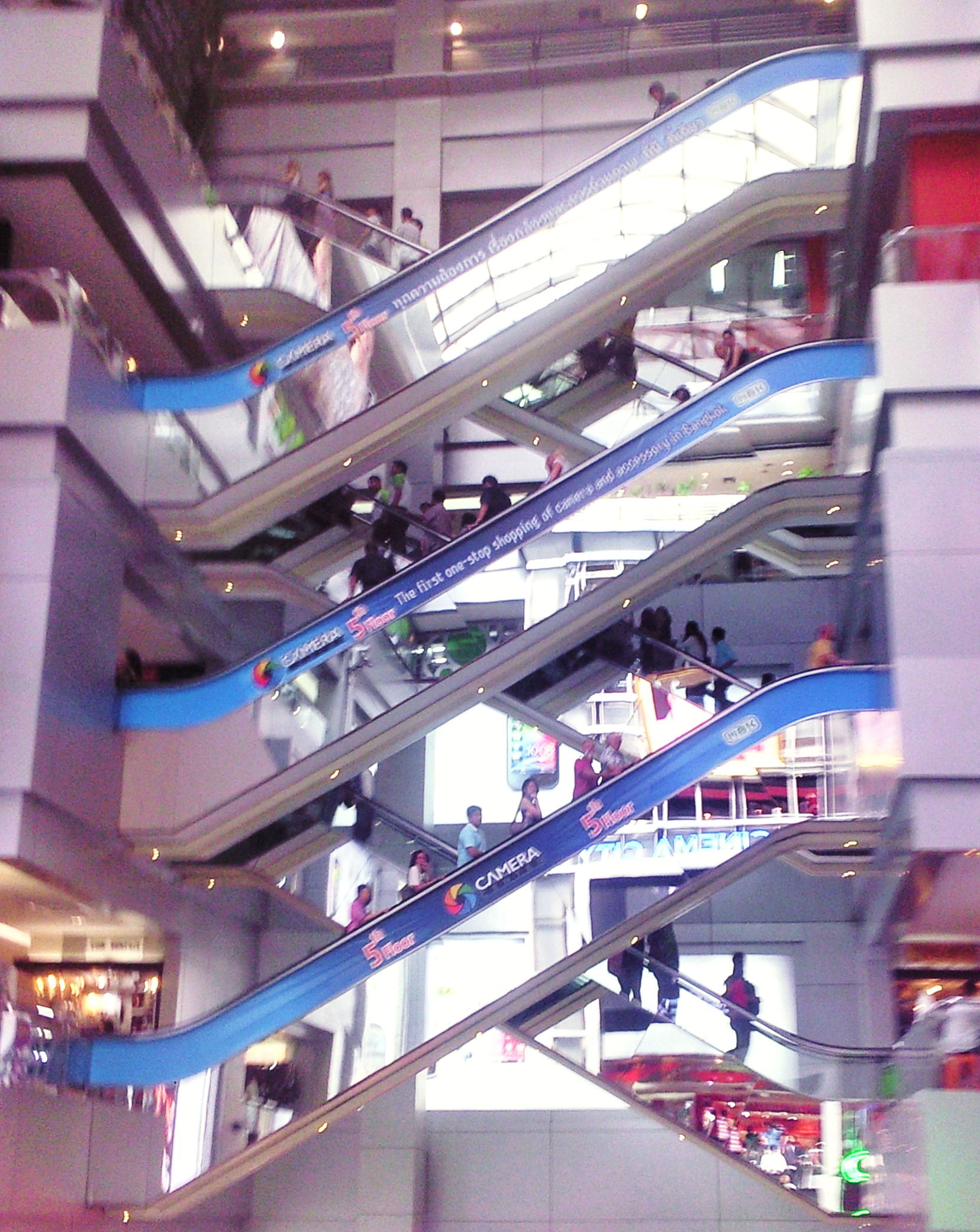
Crisscross layout de las escaleras mecánicas del Mahboonkrong Center, conocido como MBK Center, en Bangkok. Este tipo de disposición se utiliza para minimizar los requisitos de espacio estructural "apilando" las escaleras mecánicas que van en una dirección

#### Incendio de King's Cross

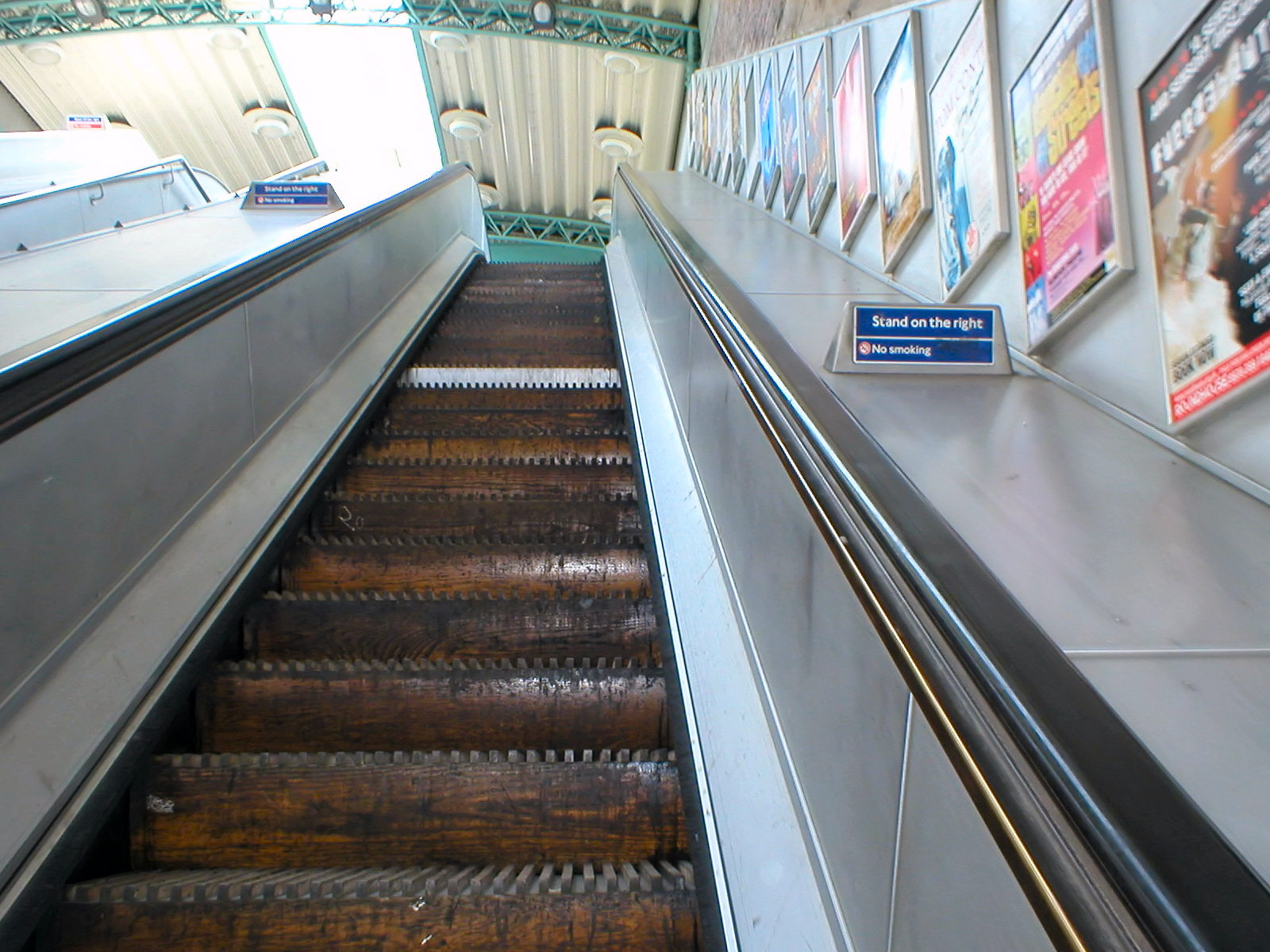
Las últimas escaleras mecánicas de madera del metro de Londres fueron retiradas de la estación de Greenford (en la imagen en 2006) en 2013.

El incendio de King's Cross de 1987, ilustró la exigente naturaleza del mantenimiento de las escaleras mecánicas y la propensión de estos dispositivos a acumular pelusas, y otros pequeños residuos cuando no se mantienen adecuadamente. La investigación oficial, determinó que el fuego comenzó lentamente, ardiendo prácticamente sin ser detectado durante un tiempo, y luego explotó en el vestíbulo de billetes de arriba en un fenómeno no reconocido anteriormente y que ahora se conoce como el efecto trinchera. En los bajos de las escaleras mecánicas, aproximadamente 8800 kilogramos (19 400,7 lb) de detritus acumulados actuaron como wick a una acumulación descuidada de lubricantes interiores; las chapas de madera, los anuncios de papel y plástico, la pintura con base de disolvente, el contrachapado del vestíbulo de billetes y la combustión de melamina se sumaron al impacto de la calamidad.
A raíz del informe, se retiraron del servicio las antiguas escaleras mecánicas de madera del metro de Londres. Además, los tramos del metro de Londres que se encontraban bajo tierra se convirtieron en no fumar; finalmente, todo el sistema se convirtió en una zona libre de humo.

#### Accidente de Chongqing
En octubre de 2015, un jueves por la mañana, un niño de cuatro años se asfixió y murió en una estación de tren china en la ciudad de Chongqing, China. El niño estaba jugando con la barandilla de una escalera mecánica cuando se cayó y quedó atrapado debajo de ella con el pecho encajado entre la parte inferior de la barandilla y el suelo.

### Litigios
En la década de 1930, se presentó al menos una demanda contra unos grandes almacenes, alegando que sus escaleras mecánicas suponían una molestia atractiva, responsable de la lesión de un niño.

### Legislación

#### Estados Unidos
A pesar de su considerable alcance, las dos leyes del Congreso relativas a la accesibilidad (la Ley de Rehabilitación de 1973 de Estados Unidos y la Ley de Americanos con Discapacidades de 1990 (ADA)) no afectaban directamente a las escaleras mecánicas ni a sus instalaciones públicas. Dado que la Sección 504 de la Ley de Rehabilitación incluía los sistemas de transporte público, durante algunos años, el Departamento de Transporte de los Estados Unidos consideró diseños para adaptar las escaleras mecánicas existentes para el acceso de sillas de ruedas. No obstante, el plan de Foster-Miller Associates de 1980, Modificación de las escaleras mecánicas para los discapacitados, fue finalmente ignorado en favor del aumento de las instalaciones de ascensores en los sistemas de metro. Asimismo, la ADA ofrecía más opciones de accesibilidad, pero excluía expresamente las escaleras mecánicas como "medios de salida accesibles", y no abogaba ni por su eliminación ni por su mantenimiento en las estructuras públicas.

### Códigos y normativa

Notificación sobre escaleras mecánicas en España

En Estados Unidos y Canadá, las nuevas escaleras mecánicas deben cumplir las normas ASME A17.1, y las escaleras mecánicas antiguas/históricas deben cumplir las directrices de seguridad de ASME A17. 3. En Europa, el código de seguridad de las escaleras mecánicas es la EN 115.

## Historia

### Inventores y fabricantes

#### Nathan Ames

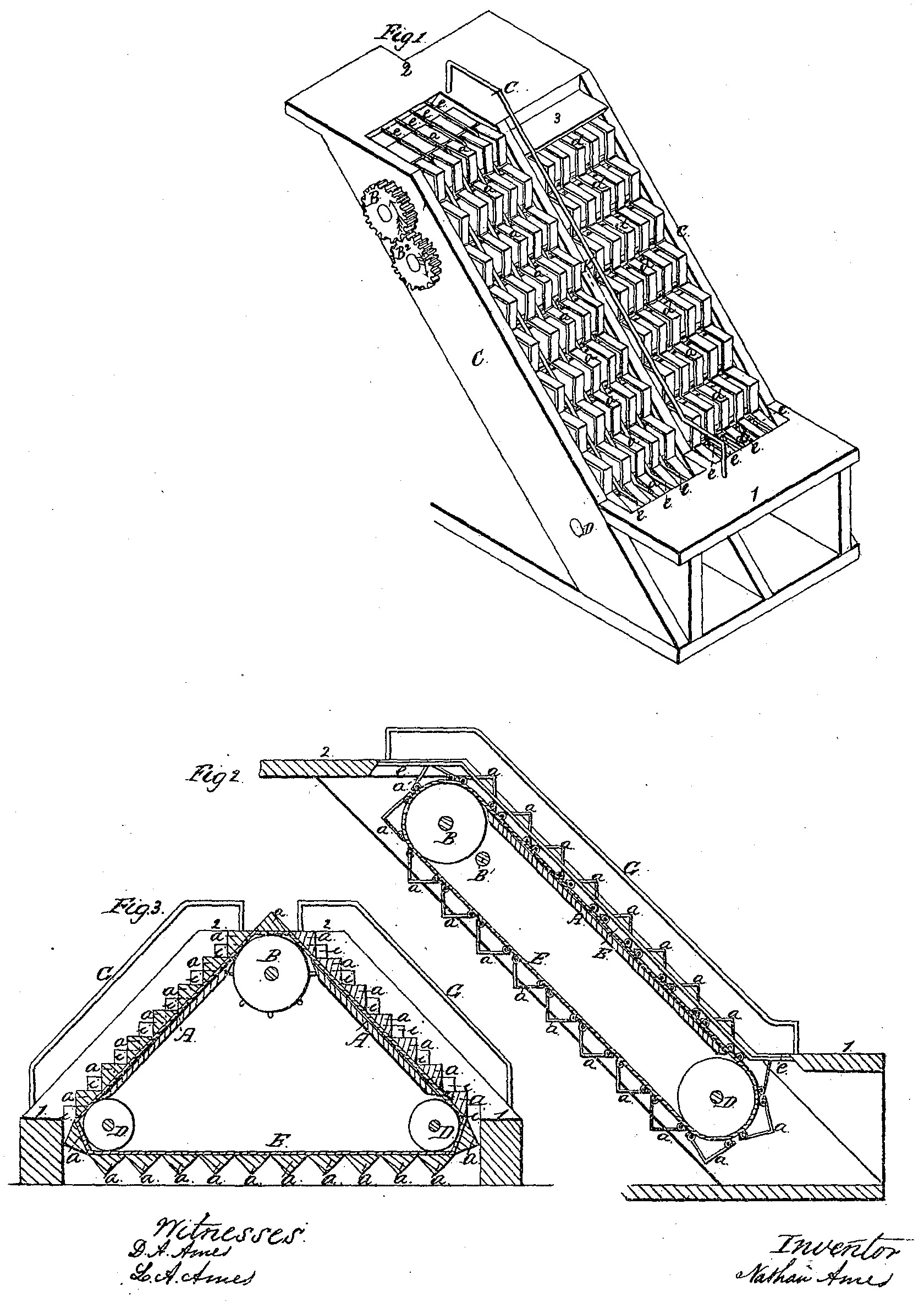
Ilustración de la patente de EE. UU. #25,076: Escaleras giratorias. Expedida el 9 de agosto de 1859, a Nathan Ames.

A Nathan Ames, un abogado de patentes de Saugus, Massachusetts, se le atribuye la patente de la primera "escalera mecánica" en 1859, a pesar de que nunca se construyó un modelo funcional de su diseño. Su invento, las "escaleras giratorias", es en gran medida especulativo y las especificaciones de la patente indican que no tenía ninguna preferencia por los materiales o el uso potencial (señaló que los escalones podían estar tapizados o ser de madera, y sugirió que las unidades podrían beneficiar a los enfermos dentro de un uso doméstico). La fuerza motriz sugerida era manual o hidráulica.

#### Leamon Souder
En 1889, Leamon Souder patentó con éxito la "escalera", un dispositivo análogo que presentaba una "serie de escalones y eslabones articulados entre sí". Nunca se construyó ningún modelo. Esta fue la primera de al menos cuatro patentes de escaleras mecánicas concedidas a Souder, incluyendo dos para diseños en espiral.

#### Jesse Wilford Reno, George A. Wheeler y Charles Seeberger
El 15 de marzo de 1892, Jesse W. Reno patentó el "transportador o elevador sin fin"  Unos meses después de la aprobación de la patente de Reno, George A. Wheeler patentó sus ideas para una escalera móvil más reconocible, aunque nunca se construyó. Las patentes de Wheeler fueron compradas por Charles Seeberger; algunas características de los diseños de Wheeler se incorporaron al prototipo de Seeberger que fue construido por la Otis Elevator Company en 1899.
Jesse W. Reno, un graduado de la Universidad de Lehigh, fabricó la primera escalera mecánica operativa (llamada "ascensor inclinado") y la instaló junto al Muelle de Hierro Antiguo en Coney Island, Ciudad de Nueva York en 1896. Este dispositivo en particular era poco más que una cinta inclinada con listones o tacos de hierro fundido en la superficie para la tracción, y se desplazaba a lo largo de una inclinación de 25 grados. Unos meses más tarde, el mismo prototipo se utilizó durante un período de prueba de un mes en el lado de Manhattan del puente de Brooklyn. Con el tiempo, Reno se asoció con Otis y se retiró una vez que vendió sus patentes. Algunas escaleras mecánicas de tipo Reno se seguían utilizando en el Metro de Boston hasta que la construcción para el Big Dig (hacia 1991) precipitó su retirada. La Smithsonian Institution consideró la posibilidad de volver a montar una de estas unidades históricas de 1914 en su colección de Americana, pero "la logística y los costes de montaje se impusieron a la nostalgia", y el proyecto se descartó.
Hacia mayo de 1895, Charles Seeberger comenzó a dibujar una forma de escalera mecánica similar a las patentadas por Wheeler en 1892. Este dispositivo consistía en escaleras planas y móviles, no muy diferentes a las escaleras mecánicas de hoy en día, excepto por un detalle importante: la superficie de los escalones era lisa, sin ningún efecto de peine para guiar con seguridad los pies del pasajero en los extremos. En su lugar, el pasajero tenía que bajar lateralmente. Para facilitarlo, en la parte superior o inferior de la escalera mecánica los peldaños continuaban moviéndose horizontalmente más allá del extremo del pasamanos (como una acera móvil en miniatura) hasta que desaparecían bajo un "divisor" triangular que guiaba al pasajero hacia ambos lados. Seeberger se asoció con Otis en 1899, y juntos fabricaron la primera escalera mecánica comercial. Ganó el primer premio en la Exposition Universelle de París de 1900. También se expusieron en la Exposición el ascensor inclinado de Reno, un modelo similar de James M. Dodge y la Link Belt Machinery Co., y dos dispositivos diferentes de los fabricantes franceses Hallé y Piat.

#### Los primeros fabricantes europeos: Hallé, Hocquardt y Piat
Piat instaló su escalera mecánica "sin escalones" en Harrods Knightsbridge el miércoles 16 de noviembre de 1898, aunque la empresa renunció a sus derechos de patente en los grandes almacenes. Según señala Bill Lancaster en The Department Store: a Social History, "los clientes desconcertados por la experiencia fueron reanimados por los tenderos que dispensaban sales aromáticas y coñac gratis. " La unidad de Harrods era un cinturón de cuero continuo hecho de "224 piezas . . fuertemente unidas que viajaban en dirección ascendente", y fue la primera "escalera móvil" de Inglaterra.
Hocquardt recibió los derechos de la patente europea de la Fahrtreppe en 1906. Después de la Exposición, Hallé continuó vendiendo su dispositivo de escaleras mecánicas en Europa, pero finalmente fue eclipsado en ventas por otros grandes fabricantes.

#### Fabricantes americanos y nomenclatura
En la primera mitad del siglo XX, varios fabricantes desarrollaron sus propios productos de escaleras mecánicas, aunque tuvieron que comercializar sus dispositivos con nombres diferentes, debido a que Otis tenía los derechos de marca de la palabra "escalera mecánica". [La empresa Peelle, con sede en Nueva York, llamó a sus modelos Motorstair, mientras que Westinghouse llamó a su modelo Electric Stairway. La empresa Haughton Elevator, con sede en Toledo (Ohio), llamaba a su producto simplemente Moving Stairs. La marca Otis ya no está en vigor.

#### Fusiones y compras: el campo de juego se estrecha
Kone y Schindler introdujeron sus primeros modelos de escaleras mecánicas varias décadas después de la Otis Elevator Co., pero con el tiempo llegaron a dominar el sector. En la actualidad, ellos, Mitsubishi y ThyssenKrupp son los principales rivales de Otis.
Kone se expandió internacionalmente mediante adquisiciones en la década de 1970, comprando el fabricante de ascensores sueco Asea-Graham, y adquiriendo otros fabricantes de ascensores menores franceses, alemanes y austriacos antes de asumir el control del negocio de ascensores europeo de Westinghouse. Como el último de los "cuatro grandes" fabricantes en emerger en el mercado global, Kone adquirió primero la empresa Montgomery Elevator, y luego tomó el control de la alemana Orenstein & Koppel Rolltreppen.
En el siglo XXI Schindler se convirtió en el mayor fabricante de escaleras mecánicas y el segundo de ascensores del mundo, aunque su primera instalación de escaleras mecánicas no se produjo hasta 1936. En 1979, la empresa se introdujo en el mercado estadounidense con la compra de Haughton Elevator. Una década más tarde, Schindler asumió el control de las operaciones de escaleras mecánicas/elevadores norteamericanos de Westinghouse, formando la División americana de Schindler.

### Diseños alternativos

#### Espiral/helicoidal

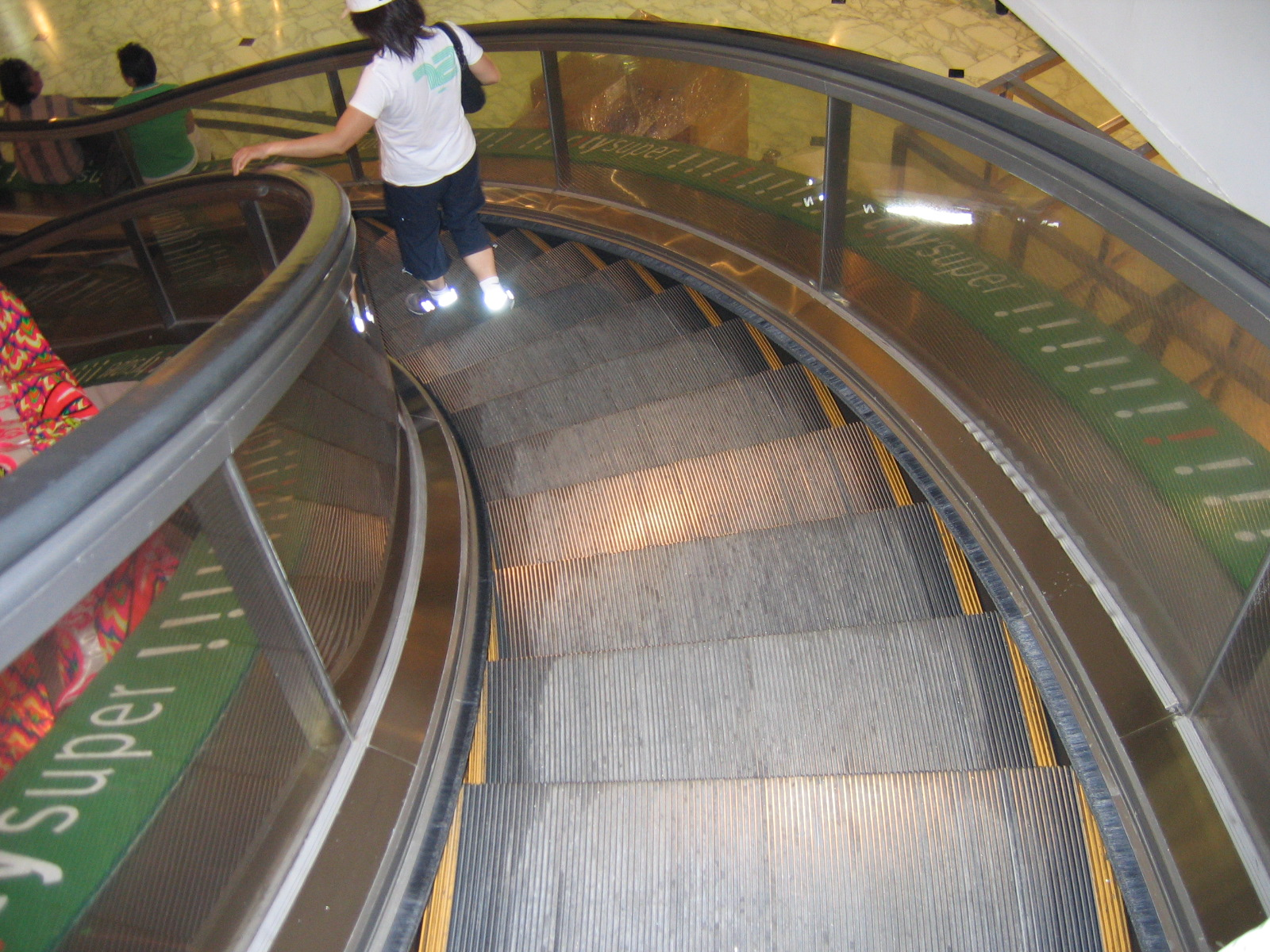
Una escalera mecánica en espiral en Times Square, Hong Kong

Jesse Reno también diseñó las primeras escaleras mecánicas instaladas en cualquier sistema de metro en forma de helicoidal en la estación de metro de Holloway Road en Londres en 1906. El dispositivo experimental nunca llegó a utilizarse públicamente y sus restos se encuentran ahora en el depósito del Museo del Transporte de Londres en Acton.
Aunque se trata de la primera escalera mecánica en espiral plenamente operativa, el diseño de Reno no era más que uno de una serie de artilugios similares propuestos. Souder patentó dos diseños helicoidales, mientras que Wheeler elaboró planos de escaleras helicoidales en 1905. Seeberger ideó al menos dos diseños helicoidales entre 1906 y 1911 (incluido un arreglo no realizado para el metro de Londres), y Gilbert Luna obtuvo patentes de Alemania Occidental, Japón y Estados Unidos para su versión de una escalera mecánica en espiral en 1973. Cuando fue entrevistado por el Los Angeles Times ese año, Luna estaba en proceso de solicitar a las principales empresas la adquisición de sus patentes y su compañía, pero las estadísticas no son claras sobre el resultado de estos esfuerzos. Karl-Heinz Pahl recibió una patente europea y otra estadounidense para una escalera mecánica en espiral en 1992.

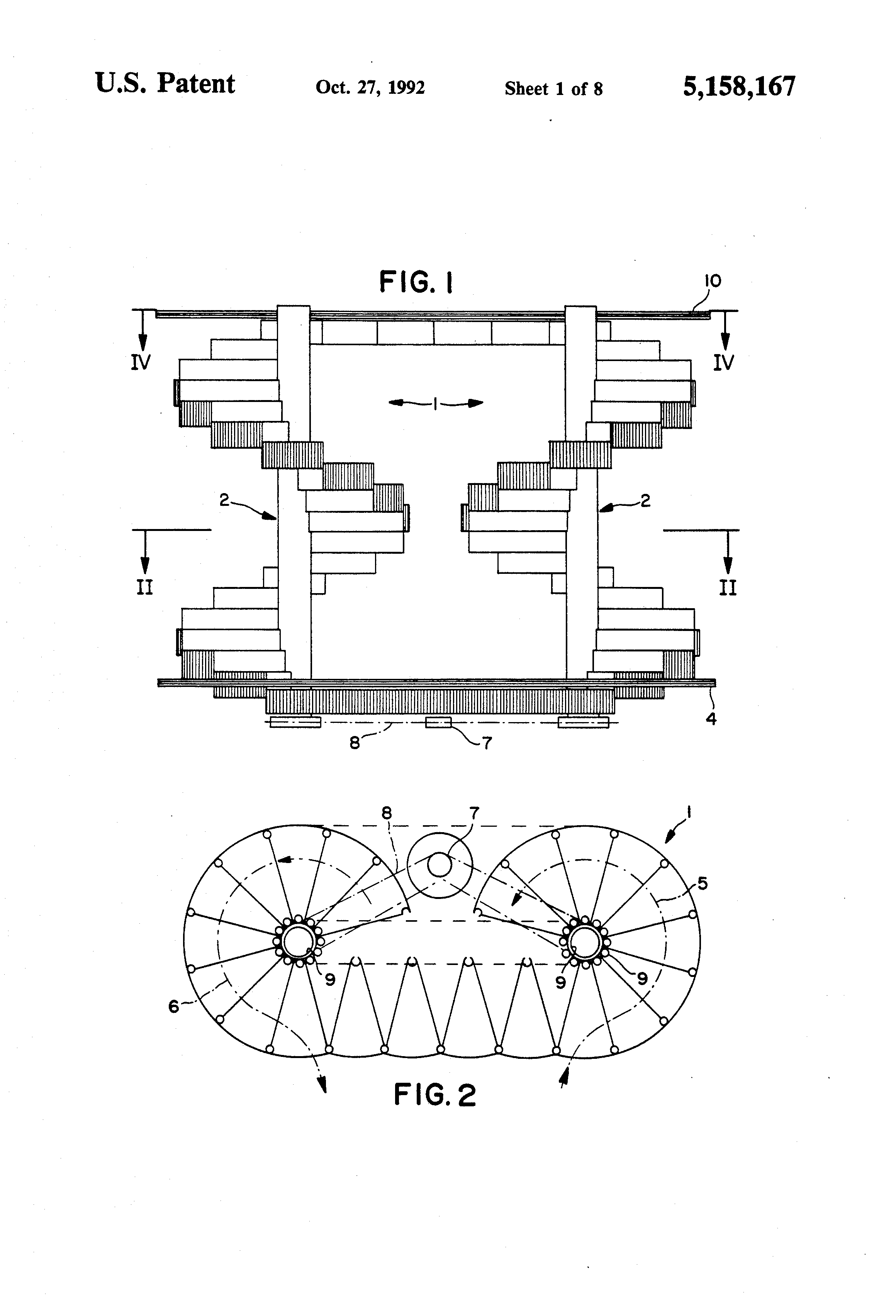
Escalera mecánica en espiral US Patent 5,158,167 (Pahl 1992) Dibujo.

La empresa Mitsubishi Electric Corporation fue la que más éxito tuvo en el desarrollo de las escaleras mecánicas en espiral/helicoidales, y es la única que las vende desde mediados de la década de 1980. La primera escalera mecánica en espiral del mundo -un modelo de Mitsubishi- se instaló en Osaka, Japón, en 1985.
Helixator, un diseño experimental de escalera mecánica en espiral/helicoidal que existe actualmente como modelo a escala de prototipo, podría reducir aún más la demanda de espacio en el suelo. Su diseño cuenta con varias innovaciones que permiten una hélice continua; impulsada por un motor lineal en lugar de un sistema de cadenas, reparte la fuerza de manera uniforme a lo largo del recorrido de la escalera mecánica, evitando una fuerza excesiva en los eslabones superiores de la cadena y, por tanto, evitando los límites de geometría, longitud y altura de las escaleras mecánicas estándar.
Westfield San Francisco Centre, San Francisco, California, Estados Unidos - es la primera escalera mecánica en espiral del hemisferio occidental.

#### Forma libre
Levytator, un diseño originado en la City University de Londres, puede moverse en líneas rectas o curvas con o sin subida o bajada. Los peldaños de retorno no se mueven por debajo de los peldaños en uso, sino que proporcionan peldaños para viajar en la dirección opuesta, como en la patente de la escalera mecánica en espiral de Pahl.